# Kunsthalle Wien

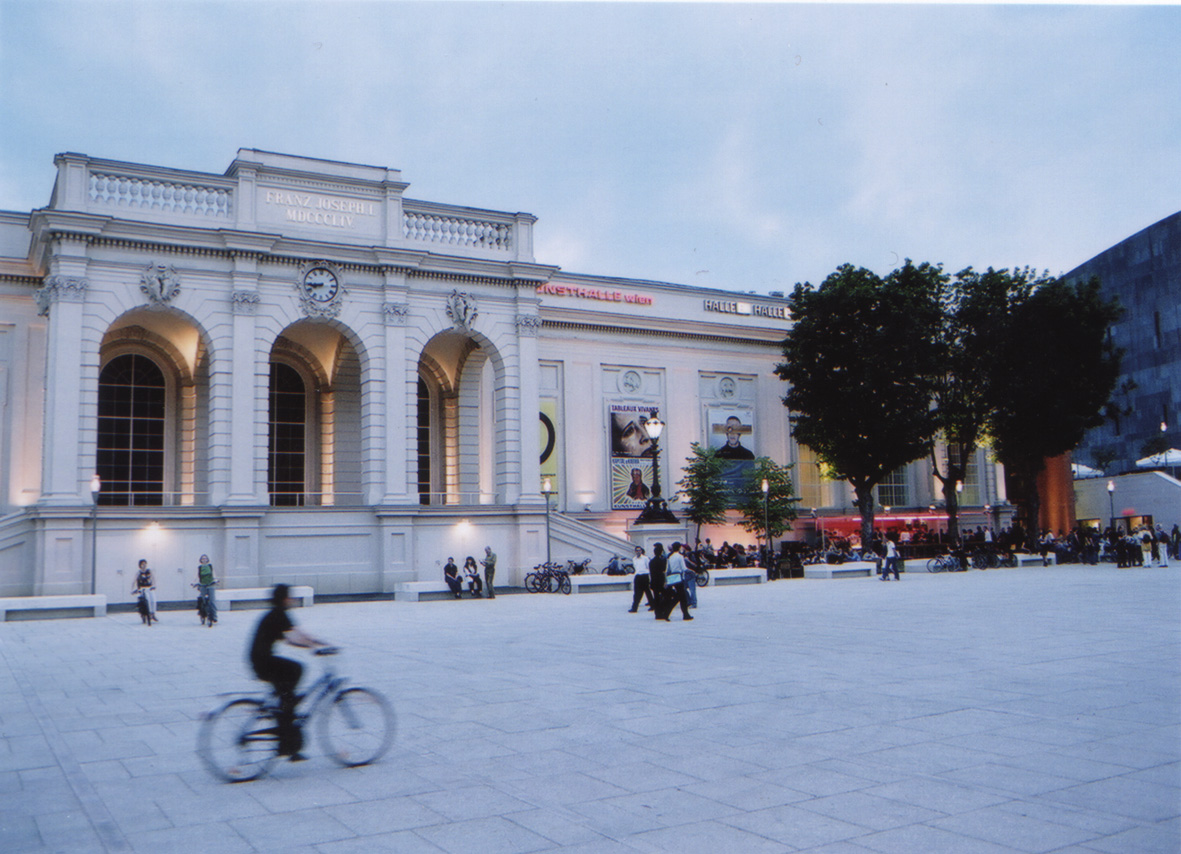
Frontansicht der Kunsthalle im Museumsquartier (2002)

Die Kunsthalle Wien ist das Ausstellungshaus der Stadt Wien für internationale zeitgenössische Kunst und Diskurs mit den Standorten MuseumsQuartier und Karlsplatz. Sie stellt unterschiedliche Formen internationaler Gegenwartskunst aus und entwickelt dafür neue Formate des Ausstellens und Kommunizierens. Die Kunsthalle Wien verfügt über keine eigene Sammlung, sondern widmet sich stattdessen mit ihren wechselnden Einzel- und Themenausstellungen der Präsentation von Kunst und der Reflexion von Kunst und Kultur.

## Geschichte und Architektur

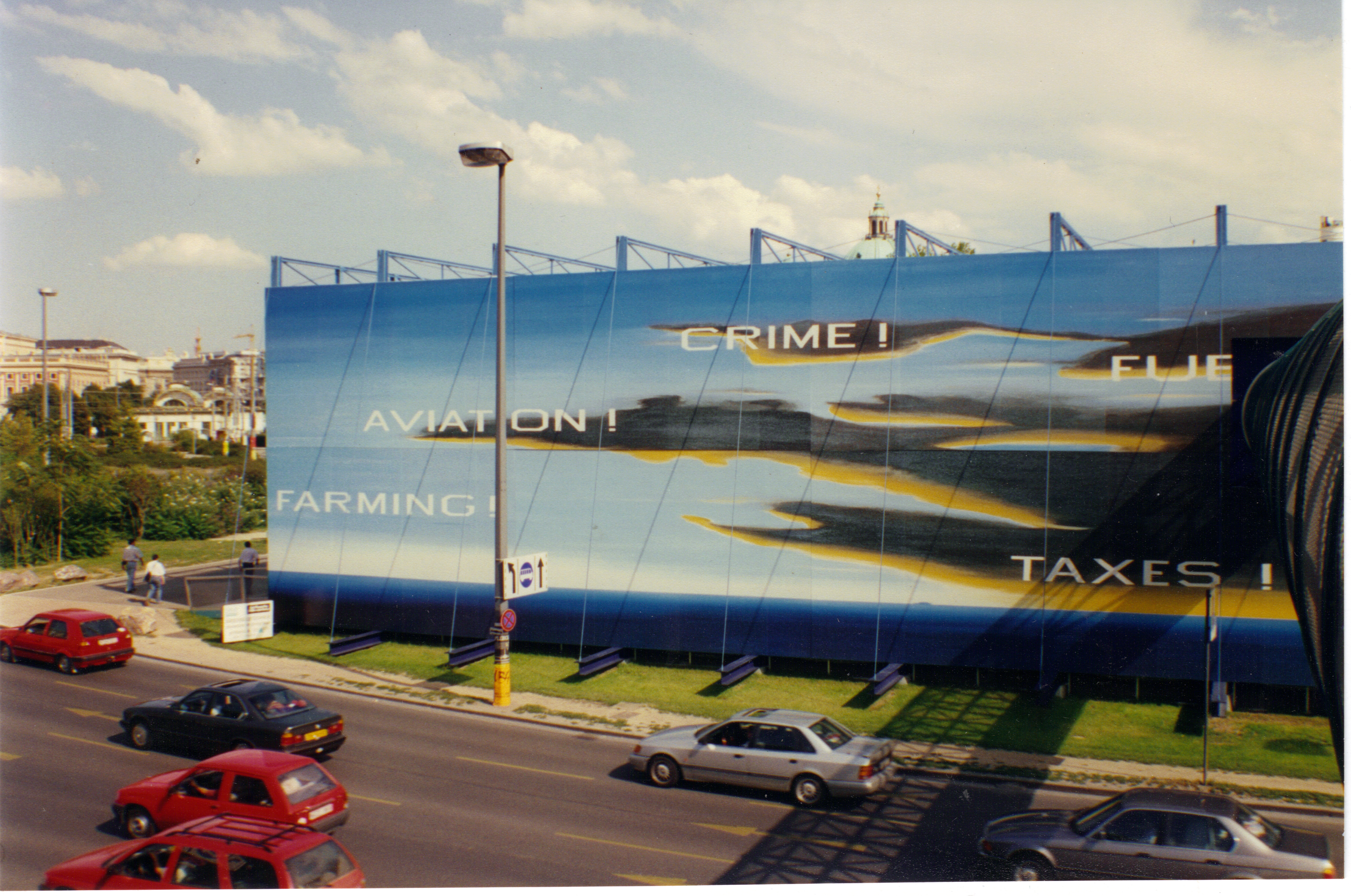
Das ehemalige Gebäude der Kunsthalle Wien am Karlsplatz im August 1993, mit
Werbefläche der Ausstellung „Der zerbrochene Spiegel“ (1993)

Seit ihrer Eröffnung im Jahr 1992 präsentiert die Kunsthalle Wien als städtische Institution nationale wie internationale zeitgenössische Kunst. Sie ist damit gleichermaßen Ort für das Etablierte wie Verhandlungsstätte gegenwärtiger gesellschaftlicher Themen und zukünftiger Entwicklungen.
Ursprünglich als temporärer Bau in Containerform von Adolf Krischanitz für den Karlsplatz entworfen, wurde sie ebenda im Frühjahr 1992 eröffnet und stand schon vor der Eröffnung im Zentrum heftiger öffentlicher Diskussionen. Der „Riesenstreit“ (Kurier, 21. März 1992) um den fensterlosen, zunächst einfach blau-gelben Container, der in zentraler Lage das Stadtbild prägte, wurde als „Kulturkampf“ mit „populistischen Verbalattacken“ gewertet (Kurier, 25. März 1992), so behauptete etwa die Kronen Zeitung, die neue Kunsthalle bringe „die Volksseele zum Kochen“. Es gab standespolitische Solidarisierungsinitiativen mit dem Architekten, allerdings auch Kritik von Fachkollegen wie Roland Rainer. „Kabarettreife Wortduelle“ prägten eine diesbezügliche Sitzung des Wiener Gemeinderates (Kurier, 28. März 1992).
Im Mai 2001 übersiedelte die Kunsthalle Wien in das neue Haupthaus im Museumsquartier, einen Neubau im ehemaligen „Ovalen Hof“ unter Einbeziehung der ehemaligen Winterreithalle der Hofstallungen, gelegen zwischen Leopold Museum und mumok. Die historische Bausubstanz wurde durch einen Ziegelbau, der zwei Ausstellungshallen beherbergt, ergänzt bzw. mit ihr verbunden. Die beiden Hallen des Standorts Museumsquartier besitzen gemeinsam eine Fläche von 1.647 m².
Der provisorische Container am Karlsplatz mit mittlerweile funktionslosem Fußgängerdurchgang wurde im Zuge der Übersiedelung demontiert. An seine Stelle trat ein verglaster Ausstellungsraum, der bis 2012 der Kunsthalle Wien als project space diente und seit 2013 gleichwertiger Ausstellungs- und Veranstaltungsraum ist.
Die Tageszeitung Der Standard beschreibt den Kubus wie folgt:
„Eine preiswerte Architektur als Medium, ein Reagenzglas für künstlerische Interventionen, eine Ideen-Beschleunigungsmaschine für eine Szene, die sich in Marmorsälen und Stuckaturhallen nie richtig wohlfühlen wird.“

## Ausstellungen
Die Kunsthalle Wien veranstaltet jährlich mehrere thematische Gruppenausstellungen und Einzelschauen, Festivals, Konferenzen und stellt Kunst im öffentlichen Raum aus.
- 1998: Nan Goldin – I’ll Be Your Mirror
- 1999: Andy Warhol. A Factory
- 2000: Shirin Neshat
- 2002: Tele(Visions)
- 2002: Yayoi Kusama
- 2003: Ugo Rondinone
- 2003: Anri Sala
- 2003: Marcel Broodthaers
- 2005/2006: Louise Bourgeois
- 2006: Steven Cohen
- 2006: Summer of Love
- 2006/2007: Raymond Pettibon
- 2007: Nathalie Djurberg
- 2008: Matthew Barney – Drawing Restraint
- 2008: Steve McQueen
- 2008: Derek Jarman – Brutal Beauty
- 2008/2009: Western Motel: Edward Hopper and Contemporary Art
- 2009: The Porn Identity
- 2009: Thomas Ruff
- 2010: 1989. End of History or Beginning of the Future?
- 2010: Keith Haring: 1978 – 1982
- 2010: Street and Studio
- 2010/2011: Power Up:Female Pop Art
- 2011: Space. About A Dream
- 2011: Le Surrealisme, c’est moi – Homage an Salvador Dalí
- 2012: The Circus as a Parallel Universe
- 2012: Urs Fischer
- 2012: The Art of William S. Burroughs: Cut–ups, Cut–ins, Cut–outs
- 2012/2013: Daniel Knorr: Explosion (Kunst im öffentlichen Raum)
- 2013: WWTBD – What Would Thomas Bernhard Do (Festival)
- 2013/2014: Salon der Angst
- 2014: Jos de Gruyter & Harald Thys: Das Wunder des Lebens
- 2014: Pierre Bismuth: The Grass is Always Greener on the Other Side – New Vindobona (Kunst im öffentlichen Raum)
- 2014: Silke Otto-Knapp & Carl Fredrik Hill: Questions of Travel
- 2014: Attention Economy
- 2014: I’m Isa Genzken: The Only Female Fool
- 2014: The Brancusi Effect
- 2014: New Ways of Doing Nothing
- 2014/2015: Kidnappers Foil
- 2014/2015: * Tony Conrad: Two Degrees of Separation
- 2015: Leander Schönweger: The Fog Disperses, Kunsthalle Wien Prize 2014
- 2015: Blue Times
- 2015: Ken Lum: Coming Soon (Kunst im öffentlichen Raum)
- 2015: The Future of Memory. An Exhibition on the Infinity of the Present Time
- 2015: Pierre Bismuth: The Curator, the Lawyer and the Psychoanalyst
- 2015: Kuratorische Ethik (Konferenz)

- 2015: Destination Wien
- 2015: Individual Stories. Collecting as Portrait and Methodology
- 2015: Function Follows Vision – Vision Follows Reality
- 2015/2016: Politischer Populismus
- 2015/2016: Preis der Kunsthalle Wien
- 2016: One, No One and One Hundred Thousand
- 2016: The Promise of Total Automation
- 2016: L'Exposition Imaginaire
- 2016: Andrea Büttner: Beggars and iPhones
- 2016: Beton
- 2016: Ron Terada: See other Side of Sign – Concrete Language
- 2016: Nathalie Du Pasquier: Big Objects not always silent
- 2017: Marcel Odenbach: Beweis zu nichts
- 2017: Mehr als nur Worte: (Über das Poetische)
- 2017: How To Live Together
- 2017/2018: Publishing as Toolbox for the 21st Century: 1989–2017
- 2019/2020: Time Is Thirsty, Kurator Luca Lo Pinto
- 2020: ... von Brot, Wein, Autos, Sicherheit und Frieden[2]
- 2020/2021: Želimir Žilnik. Shadow Citizens[3]
- 2020/2021: Kiss[4]
- 2021: And if I devoted my life to one of its feathers?[5]
- 2021/2022: Ines Doujak. Geistervölker[6]
- 2021/2022: Ana Hoffner ex-Prvulovic* & Belinda Kazeem-Kamiński[7]
- 2022: Widerständige Musen. Delphine Seyrig und die feministischen Videokollektive im Frankreich der 1970er- und 1980er-Jahre[8]
- 2022: Katrina Daschner. Burn and Gloom! Glow and Moon![9]
- 2022/2023: Sanja Iveković. Works of Heart (1974–2022)[10]
- 2022/2023: Einstweilen wird es Mittag[11]
- 2023: Laure Prouvost´: Ohmmm age Oma je ohomma mama[12]
- 2023/24: Darker, Lighter, Puffy, Flat
- 2024: Rene Matić / Oscar Murillo. JAZZ.
- 2024/2025: Aleksandra Domanović
- 2024/2025: Diego Marcon. La Gola
- 2025: Radical Software: Women, Art & Computing 1960–1991

## Sonstiges
- Seit 1992 haben über eine Million Menschen die Ausstellungen der Kunsthalle Wien besucht.
- 2002 hat das italienische Kunstmagazin ARTE die Kunsthalle Wien zu einem der sechs besten Ausstellungshäuser Europas gekürt.
- Im März 2005 war die Innenhoffassade der Kunsthalle mit der Fahneninstallation Kanak Attack. Die dritte Türkenbelagerung des Künstlers Feridun Zaimoğlu verhängt.

## Direktion
- 1992–1995 Toni Stooss
- 1996–2012 Gerald Matt
- 2012–2019 Nicolaus Schafhausen[13]

Im Mai 2018 gab Nicolaus Schafhausen die vorzeitige Beendigung seines Vertrages mit 31. März 2019 bekannt. Sein Vertrag wäre bis 2022 gelaufen.
- 2019–2024 What, How & for Whom/WHW (Ivet Ćurlin, Sabina Sabolović und Nataša Ilić)[15]
- seit Sommer 2024 Michelle Cotton[16]